# Leonardo (cantante)
Leonardo, all'anagrafe Leonardo Marino (Milano, 18 ottobre 1945 – Catania, 10 marzo 2024), è stato un cantante e attore teatrale italiano.

## Biografia
Leonardo Marino partecipò come cantante al Festival di Sanremo 1969 con il brano Io che ho te  in abbinamento con i New Trolls. Partecipò inoltre al Cantagiro 1969 con Il sole nel cuore e al Cantagiro 1972 con Giramondo, scritta da Roberto Vecchioni.
Il suo più grande successo fu La freccia nera, sigla dell'omonima miniserie televisiva con Loretta Goggi. Un'altra sua canzone fortunata fu Please amore, versione italiana di Release Me, brano di Engelbert Humperdinck.
Negli anni '70 abbandonò la musica leggera a favore dell'attività di attore teatrale, collaborando a lungo negli spettacoli di Tony Cucchiara e del Teatro Stabile di Catania.
Morì a Catania il 10 marzo 2024 all'età di 78 anni.

## Discografia parziale

### 45 giri
- 1965: Joanathan/E va, se hai deciso (Ariston Records, AR 090/091)
- 1967: Pioggia nelle strade/Giù in città (Ariston Records, AR 168)
- 1967: Please amore/L'erba verde di casa mia (Ariston Records, AR 202)
- 1968: L'erba verde di casa mia/Questa specie d'amore (Ariston Records, AR 216)
- 1968: La nostra favola/Io per lei (Ariston Records, AR 259)
- 1968: Rose per te/Una strega dagli occhi blu (Ariston Records, AR 282)
- 1968: La freccia nera/Il bene che volevo a lei (Ariston Records, AR 285)
- 1969: Io che ho te/Quanto bene (Ariston Records, AR 306)
- 1969: La freccia nera/Quanto bene (Ariston Records, AR 313)
- 1969: Il sole nel cuore/La più vera (Ariston Records, AR 324)
- 1971: Come sei sola Teresa/Un albero di mele (Variety, FNP-NP 10166)
- 1972: Giramondo/C'è un po' di vento fuori (Variety, FNP-NP 10183)